# Luke Spiller
Luke Thomas Spiller (Bristol, 26 de septiembre de 1988) es un músico, compositor, pianista, productor y cantante inglés, conocido mayormente por ser uno de los fundadores y vocalista de la banda inglesa The Struts. 
Como intérprete, es reconocido por su poderosa voz y extravagantes puestas en escena que recuerdan a Freddie Mercury, siendo aclamado por leyendas de la música como Dave Grohl, Steven Tyler, Joe Elliot, Axl Rose, Brian May y Mick Jagger. Es el principal compositor de The Struts. Además de la actividad con la banda, colaboró con el compositor Mike Oldfield en su disco Man On The Rocks en 2014.
The Struts, junto a Greta Van Fleet, son considerados los "salvadores del rock", a tal punto que muchos fanáticos [¿quién?] consideran que la serie de conciertos que dieron en colaboración en Australia y Nueva Zelanda [¿cuándo?] es considerado el mayor acontecimiento que le sucedió a la música en los últimos 20 años.

## Actualidad
Es el vocalista de la banda de rock británica The Struts. El grupo lanzó su álbum de debut titulado Everybody Wants en el año 2016 con el sencillo Could Have Been Me, que alcanzó el Top 5 en el listado Alternative Songs de Billboard.
The Struts han sido comparados con Queen, el increíble parecido tanto físico como sonoro de Spiller con Mercury es el principal causante de ello. En una entrevista se han descrito como «sin reparos sobre la parte superior de rock clásico retro-fetichista», «atractiva y peligrosa», y como «tener la oportunidad de provocar una reactivación de rock real con su sonido glam, que se las arregla para rendir homenaje a los clásicos, sin dejar de ser impecablemente moderna».

## Historia
El cantante y compositor Luke Spiller se crio en Bristol en un familia cristiana. Su exposición a la música era principalmente limitado a la música góspel, hasta la edad de siete años, cuando descubrió la canción de Michael Jackson Off the Wall. Inspirado por Jackson, sus primeras aspiraciones eran ser bailarín contemporáneo, pero a la edad de 11 años empezó a escuchar a Led Zeppelin, Queen, AC/DC y Leonard Cohen. Además, pretendía ser un Michael Jackson frente a un espejo,  donde también imitaba a Bon Scott y a Freddie Mercury. Comenzó a tocar en bandas como cuando era adolescente.
En 2009, Spiller, que entonces vivía en Clevedon, se reunió con el compositor Adam Slack y guitarrista de Derby, que también había estado tocando con bandas desde su adolescencia. En ese momento, cada una de sus bandas se fueron «viniendo abajo», y Slack y Spiller contactaron musicalmente de manera rápida. Spiller se trasladó a Derby. Reclutaron a amigos en común, concretamente a Jamie Binns y a Rafe Thomas para tocar el bajo y la batería respectivamente. En 2012, Binns y Thomas fueron reemplazados por el bajista, Jed Elliot y el batería, Gethin Davies.

### Influencias
Luke Spiller ha reconocido que su máxima influencia ha sido Freddie Mercury, algo que se puede ver en la manera de cantar, vestir y a la hora de moverse en el escenario. Otras influencias han sido Mick Jagger o Joe Elliot.

### Colaboración con Mike Olfield
Mike Oldfield reclutó Spiller a cantar en su álbum de 2014 Man on the rocks dónde declaró: «Hizo un trabajo mucho mejor de sonar como una estrella de rock que yo», dijo Oldfield.

## Vida personal
El cantante mantuvo una relación de aproximadamente cuatro años con la modelo Laura Cartier Millon, sin embargo la relación terminó a principios de 2020.
En el segundo semestre de 2020 Spiller comenzó una relación con la modelo Zita Vass.

## Discografía

### Álbumes de estudio
| Año  | Álbum                                                                                      | Posición | Posición |
| Año  | Álbum                                                                                      | UK       | US       |
| ---- | ------------------------------------------------------------------------------------------ | -------- | -------- |
| 2014 | Everybody Wants - Release: 28 July 2014 - Label: Virgin EMI - Format: CD, Digital download | 52       | 99       |

### EP
- Kiss This EP (7 April 2014, Virgin EMI)
- Have You Heard EP (14 August 2015, Interscope Records)

### Sencillos
| Año  | Título                | Posición más alta | Posición más alta | Posición más alta | Álbum            |
| Año  | Título                | US Alt            | US Main Rock      | US Rock           | Álbum            |
| ---- | --------------------- | ----------------- | ----------------- | ----------------- | ---------------- |
| 2012 | I Just Know           | —                 | —                 | —                 | Non-album single |
| 2013 | Could Have Been Me    | 5                 | 12                | 15                | Everybody Wants  |
| 2014 | Kiss This             | 11                | 17                | 25                | Everybody Wants  |
| 2014 | Put Your Money On Me  | —                 | —                 | —                 | Everybody Wants  |
| 2016 | Dirty Sexy Money      | —                 | —                 | —                 | Everybody Wants  |
| 2016 | Only Just A Call Away | —                 | —                 | —                 | Everybody Wants  |

Colaboró con Mike Oldfield en el disco Man On The Rocks en 2014 consiguiendo grandes posiciones en los charts europeos.